# 俄国社会民主工党 (孟什维克)
俄国社会民主工党 (孟什维克)（俄语：Российская социал-демократическая рабочая партия (меньшевиков)），正式名称是俄国社会民主工党，是俄国历史上的一个政党。该党的前身俄国社会民主工党孟什维克派出现于1912年1月布拉格会议。1917年，孟什维克派召开代表大会，标志其独立建党，改称“俄国社会民主工党（联合）”；选举出的中央委员会成员包括拉斐尔·阿布拉莫维奇、帕维尔·波里索维奇·阿克雪里罗得、尤里·奥西波维奇·马尔托夫及伊万·麦斯基等人。该党先后流亡德国、法国和美国，机关刊物《社会主义信使报》出版至1965年。此后，该党事实上消亡。